# Luchthaven Belgorod
Luchthaven Belgorod (Russisch: Международный Аэропорт Белгород) is de luchthaven van de Russische stad Belgorod, in de buurt van de Oekraïense grens. 
Anno 2022 ligt de luchthaven aan de noordrand van de stad, op vijf kilometer van het centrum en op 40 kilometer van de grens met Oekraïne die ten zuiden van de stad loopt. De luchthaven werd opgericht in 1954 en is bedoeld voor middelgrote vliegtuigen als de Tupolev Tu-154..